# Heilig Hartbeeld (Waalwijk)

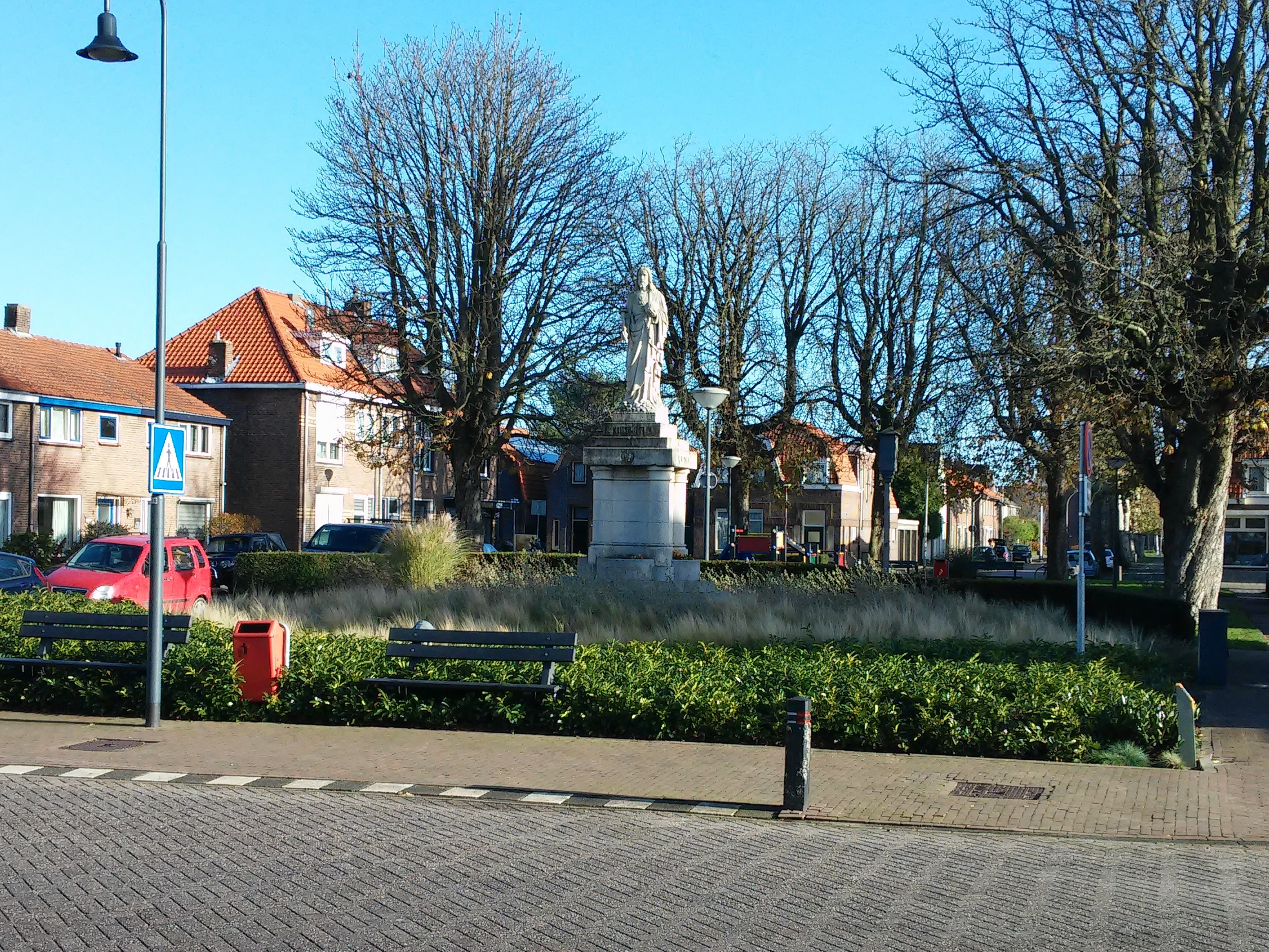
Sint Antoniusplein

Het Heilig Hartbeeld is een standbeeld in de Nederlandse plaats Waalwijk, in de provincie Noord-Brabant.

## Achtergrond
Het Heilig Hartbeeld in Waalwijk werd opgericht door de katholieken als dank dat de plaats tijdens de Eerste Wereldoorlog gespaard was gebleven. Het werd gemaakt in het Bossche Atelier Van Bokhoven en Jonkers. 
Op 5 april 1920, Paasmaandag, werd 's morgens in de beide parochiekerken de Heilige Communie gehouden. 's Middags trok een stoet naar het beeld in de Sint Antoniusstraat.  Na het zingen van het volkslied Wien Neêrlands bloed en Hulde aan het H. Hart spraken de paters Joachim en Dumoulin. Vervolgens werd het Hartbeeld ingezegend, waarna nog een aantal liederen werd gezongen.

## Beschrijving
Het zandstenen beeld toont Christus ten voeten uit, gekleed in gedrapeerd gewaad. Op zijn borst prijkt het vlammende Heilig Hart, omwonden door een doornenkroon. Als teken van zijn koningschap draagt Christus in zijn linkerhand de rijksappel en in zijn rechterhand een scepter.
Het beeld staat op een sokkel met getrapte voet, waar op de hoeken zuilen met basement en kapiteel zijn geplaatst. Aan de voorzijde zijn het wapen van Waalwijk en inscripties aangebracht. De tekst luidt: 

KONING BEN IK

ZEGEN ONZE WOONSTEE
STERK ONS GELOOF
SPAAR ONS LAND

HULDE VAN
WAALWIJK'S KATHOLIEKEN
A.D. 1920